# Johann III. von Eu
Johann von Brienne († 11. Juli 1302 bei Courtrai) war als Johann III. ein Graf von Eu und Guînes (iure uxoris) aus dem Haus Brienne. Er war ein Sohn von Johann II. von Eu und der Beatrix von Châtillon.
Johann war mit Johanna von Guînes verheiratet, einer Enkeltochter des Grafen Arnold III. von Guînes. Dennoch musste er vor dem Parlament in Paris einen Prozess um ihr Erbe führen, da der Großvater seiner Frau 1285 gezwungen wurde, die Grafschaft Guînes an die französische Krone zu verkaufen. Der Streit endete im Februar 1295 zu Johanns Gunsten, nachdem König Philipp IV. der Schöne ihm und seiner Frau die Grafschaft übertrug.
Johann kämpfte anschließend für den König im Flandernkrieg und fiel dabei 1302 in der Schlacht der goldenen Sporen gegen die Flamen. Er wurde bestattet in der Abtei von Foucarmont. Sein Sohn war Raoul.

## Einzelnachweis
1. ↑  Extraits d’une chronique anonyme intitulée anciennes chroniques de Flandre, in: Recueil des Historiens des Gaules et de la France 22 (1860), S. 379

| Vorgänger   | Amt                                        | Nachfolger      |
| ----------- | ------------------------------------------ | --------------- |
| Johann II.  | Graf von Eu 1292–1302                      | Rudolf III./II. |
| Arnold III. | Graf von Guînes (de iure uxoris) 1285–1302 | Rudolf III./II. |

| Personendaten    | Personendaten                                   |
| ---------------- | ----------------------------------------------- |
| NAME             | Johann III. von Eu                              |
| ALTERNATIVNAMEN  | Johann III. von Brienne, Graf von Eu und Guînes |
| KURZBESCHREIBUNG | Graf von Eu und Guînes                          |
| GEBURTSDATUM     | 13. Jahrhundert                                 |
| STERBEDATUM      | 11. Juli 1302                                   |
| STERBEORT        | bei Courtrai                                    |